# 戲班遇到鬼
《戲班遇到鬼》是2008年台灣緯來電視網自製的恐怖喜劇電視電影，由林美秀、林美照、李易、劉喆瑩主演。

## 劇情概要
四處巡迴演出的勝秋歌仔戲班，某日戲班來到某地演出，在當地遭遇女鬼的故事。

## 播出時間

### 首播
| 頻道       | 所在地 | 開播日期      | 播放時間 |
| ---------- | ------ | ------------- | -------- |
| 緯來電影台 | 臺灣   | 2008年8月17日 | 晚上9點  |

## 演員表
| 演員   | 角色   | 介紹 |
| 陳霆   | 阿在   |      |
| 林美秀 | 秀姐   |      |
| 林美照 | 姑姑   |      |
| 李易   | 家祥   |      |
| 劉喆瑩 | 小茜   |      |
| 林宥琳 | 美玲   |      |
| 江冠宏 | 阿波   |      |
| 高群   | 村長   |      |
| 許鳳華 | 秀姐父 |      |